# Verdaches
Verdaches là một commune in the Alpes-de-Haute-Provence department in southeastern Pháp.